# Lars Olsen Skrefsrud
 For alternative betydninger, se Lars Olsen. (Se også artikler, som begynder med Lars Olsen)
Lars Olsen Skrefsrud (født 4. februar 1840, i Fåberg (dagens Lillehammer kommune), Norge – død 11. december 1910, Benagaria, Indien) var sammen med Hans Peter Børresen stifter af Dansk Santalmission. Han var norsk straffefange og blev siden missionær i Benagaria, Indien. Efterfølger: Paul Olaf Bodding.